# Mr. Bungle
Mr. Bungle — авангардний експериментальний музичний гурт з Каліфорнії, (США), який припинив своє існування. У своїй еклектичній творчості гурт звертався до безлічі музичних жанрів, іноді протягом однієї пісні змішувалися абсолютно різні стилі. Найбільш помітними серед цих стилів зазвичай відзначають хеві-метал, фанк, індастріал, ска, фрі-джаз, поп-музику, рокабіллі, боса нова і навіть музику з кіно і мультфільмів. Mr. Bungle видали три повноцінних альбоми між 1991 і 1999 роками і з цього часу більше не існують.

## Основні альбоми гурту
Чотири перші релізу гурту на касетах не є частиною офіційної дискографії гурту і в даний час вважаються філофонічними рідкостями. Однак ці записи можна скачати зі багатьох напівлегальних файлових серверів і з файлообмінних мереж в Інтернеті.
Дебютний альбом «Mr. Bungle», виданий у 1991 на лейблі-мейджор Warner Bros Records, був спродюсований відомим джазовим експериментатором Джоном Зорн (John Zorn). Складно чітко визначити жанрову приналежність альбому. Структура і музичний стиль може різко змінюватися в межах окремої пісні альбому «Mr. Bungle». Серед прихильників гурту ведуться суперечки з приводу сенсу назви заголовної композиції, який можна перекласти як «Відкрити лапки, закрити лапки» (англ. Quote Unquote), яка спочатку була названа «Траволта» (англ. Travolta) — імовірно маючи відношення до відомого Голлівудського актора), але була перейменована за наполяганням компанії Warner. За деякими даними, це рішення було спровоковано погрозами судового переслідування з боку Джона Траволти.
Другий альбом гурту, «Disco Volante», виданий в 1995, виконаний у зовсім іншому ключі. Це найбільш експериментальна робота гурту. Різкі переходи в музичних стилях в цьому альбомі створили йому репутацію найважчого для сприйняття, слухачам, роботи Mr. Bungle.
Навпаки, третій і останній альбом California 1999 вважається найбільш доступним для розуміння. Жанрова стилістика також змінюється протягом альбому, але менш часто і хаотично.

## Розпад гурту
Гурт розпався у 2000 році. На питання про можливе возз'єднання Майк Паттон заявив: 
Це може статися, але я не хотів би співати. Деякі мости безумовно були спалені. Це був цікавий час і іноді тобі просто необхідно рухатися далі. У мене зараз повно справ.

Тревор Данн пише на своєму сайті: 
 Bungle мертвий. Будь ласка, зрозумійте це…
Спруенс Хейфиц і Маккинон оптимістичніші, судячи з деяких з їхніх заяв. Відповідь Спруенса на стандартне запитання про можливе возз'єднання: 
Я на це сподіваюся, тому що якщо це відбудеться, гурт зможе захопити весь чортів світ, якщо захоче.

## Склад гурту
- Майк Паттон (Mike Patton) — вокал, клавішні, орган, окарина
- Трей Спруенс (Trey Spruance) — гітара
- Тревор Данн (Trevor Dunn) — бас-гітара
- Денні Хейфиц (Danny Heifetz) — ударні, перкусія, клавішні
- Клінтон Маккинон (Clinton McKinnon) — духові, ріжок, клавішні, ударні
- Тео Лінджіл (Theo Lengyel) — саксофон, клавішні (покинув гурт в 1996 році)

В гурті часто брали участь інші музиканти, включаючи перкусіоніста Вільяма Вінента (William Winant).

## Дискографія

### Демозаписи, що видавалися тільки на аудіокасетах
- 1986 — The Raging Wrath of the Easter Bunny (Ladd — Firth Productions);
- 1987 — Bowel of Chiley;
- 1988 — Goddammit I Love America;
- 1989 — OU818 («B» Productions). Крім 2 -х треків (" Mr. Nice Guy " і " Intro "), всі пісні альбому можна знайти на дебютному " Mr. Bungle ".

### Студійні альбоми
- 1991 — Mr. Bungle[en];
- 1995 —  Disco Volante[en];
- 1999 — California[en].